# Toyota Auto Body Queenseis
Toyota Auto Body Queenseis – żeński klub piłki siatkowej z Japonii. Został założony w 1951 roku z siedzibą w mieście Kariya. Występuje w V.League.

## Nazwy klubu[1]
- 1951-1953 Kariya Auto Body
- 1953-2006 Toyota Auto Body
- 2006-2024 Toyota Auto Body Queenseis
- 2024- Queenseis Kariya

## Sukcesy
Puchar Cesarza:
- 2008, 2017

Turniej Kurowashiki:
- 2014

Liga japońska:
- 2018

## Obcokrajowcy w drużynie
| Lata gry  | Imię i nazwisko    | Pozycja                |
| --------- | ------------------ | ---------------------- |
| 2024-     | Kaja Grobelna      | atakująca              |
| 2023-2024 | Lise Van Hecke     | atakująca              |
| 2022-2023 | Danielle Cuttino   | atakująca              |
| 2021-     | Hattaya Bamrungsuk | środkowa               |
| 2021-2022 | Kelsey Robinson    | przyjmująca            |
| 2020-2021 | Pornpun Guedpard   | rozgrywająca           |
| 2020-2021 | Indre Sorokaitė    | przyjmująca, atakująca |
| 2017-2020 | Neriman Özsoy      | przyjmująca            |
| 2015-2017 | Polina Rəhimova    | atakująca              |
| 2012-2015 | Kanani Danielson   | przyjmująca            |
| 2011-2012 | Lauren Gibbemeyer  | środkowa               |
| 2010-2011 | Foluke Akinradewo  | środkowa               |
| 2008-2010 | Colombo Renata     | atakująca              |
| 2007-2008 | Jennifer Tamas     | środkowa               |